# Emil Telmányi

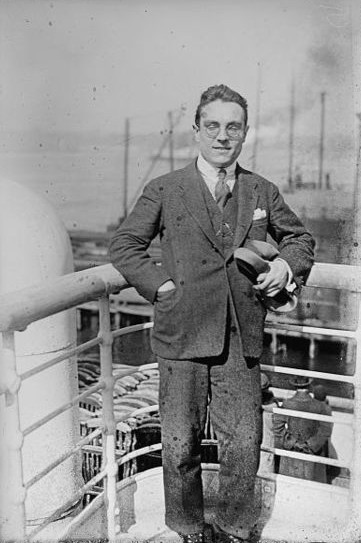
Emil Telmányi

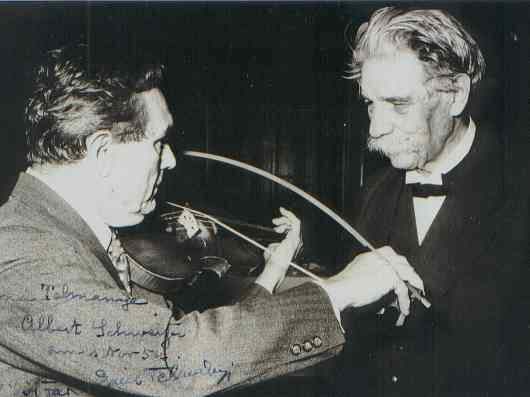
Emil Telmányi demonstriert Albert Schweitzer seinen Rundbogen („Vega“ Bachbogen) im Jahr 1954

Emil Telmányi (* 22. Juni 1892 in Arad; † 12. Juni 1988 in Holte, Dänemark) war ein ungarischer Geiger und Dirigent.
Telmányi debütierte als Geiger im Alter von zehn Jahren. Er studierte in Budapest Violine und Dirigieren bei Jenő Hubay und Komposition an der Musikakademie. Seit 1911 bereiste er Europa als Violinvirtuose und kam 1912 erstmals nach Kopenhagen. Dort heiratete er 1918 Anne Marie Nielsen, eine Tochter des Komponisten Carl Nielsen und der Bildhauerin Anne Marie Carl-Nielsen, und debütierte 1919 als Dirigent.
1925–26 war er Dirigent des Sinfonieorchesters von Göteborg. Später gründete er ein eigenes Kammerorchester. 1936 heiratete er in zweiter Ehe die Pianistin Annette Schiøler, mit der er mehrere Aufnahmen einspielte. Telmányi setzte sich nachdrücklich für das Werk Nielsens ein. Er spielte Uraufführungen seiner Violinwerke mit Musikern wie Ernst von Dohnányi und Victor Schiøler und leitete als Dirigent die Uraufführung seines Klarinettenkonzertes. Von 1940 bis 1969 unterrichtete er an der Musikakademie von Aarhus.
Nachdem Telmányi den Geiger und Rundbogenspieler Rolph Schroeder kennengelernt hatte, entwickelte er mit dem Bogenbauer Knud Vestergard seinen eigenen Rundbogen, den sogenannten Vega-Bachbogen (Vega nach dem Hersteller Vestergard). Dieser Geigenbogen ermöglicht ebenfalls das Spielen mehrstimmiger Akkorde auf der Violine und wurde auch von anderen Solisten wie Tossi Spiwakowski verwendet. Mit dem Vega-Bachbogen spielte Telmányi 1954 die Solosonaten und -partiten von Johann Sebastian Bach für Violine ein. Er schrieb einen Artikel Lösung der Probleme der Solo-Violinwerke von Bach, der 1955 in der Schweizerischen Musikzeitung in Zürich erschien.